# Four Jills in a Jeep
Four Jills in a Jeep (bra: Quatro Moças num Jipe) é um filme de comédia musical de 1944, dirigido por William A. Seiter e protagonizado por Kay Francis, Carole Landis, Martha Raye, Alice Faye, Betty Grable e Carmen Miranda.

## Sinopse
Kay Francis, Martha Raye, Mitzi Mayfair e Carole Landis partem para a Inglaterra para entreter os soldados nas bases militares. O soldado Eddie Hart se apaixona por Martha; Landis pelo aviador Ted Harris; Kay se impressiona com as boas maneiras do capitão-médico inglês Lloyd e Mitzi encontra um antigo parceiro e namorado, Dick Ryan. Durante os shows eles têm pouco tempo para romance, embora vários casamentos aconteçam durante o desenrolar da história. A ação se desenvolve também no norte da Africa. Assim como outras atrizes, Carmen Miranda aparece como ela mesmo, cantando num show pelo rádio com o mestre de cerimônias George Jessel e Alice Faye.

## Elenco
- Kay Francis como ela mesma
- Carole Landis como ela mesma
- Martha Raye como ela mesma
- Mitzi Mayfair como ela mesma
- Jimmy Dorsey e sua orquestra como eles mesmos
- John Harvey como Ted Warren
- Phil Silvers como Eddie
- Dick Haymes como Tenente Dick Ryan
- Alice Faye como ela mesma
- Betty Grable como ela mesma
- Carmen Miranda como ela mesma
- George Jessel como ele mesmo